# Maria Trebunia
Maria Trebunia (* 3. Mai 1956 in Poronin) ist eine ehemalige polnische Skilangläuferin.
Trebunia, die für Poroniec Poronin startete, kam bei ihrer einzigen Teilnahme an Olympischen Winterspielen im Februar 1976 in Innsbruck auf den 36. Platz über 5 km, auf den 33. Rang über 10 km und auf den achten Platz zusammen mit Anna Pawlusiak, Anna Gębala-Duraj und Władysława Majerczyk in der Staffel. Bei polnischen Meisterschaften siegte sie dreimal mit der Staffel (1973, 1975, 1976).